# 7767 Tomatic
7767 Tomatic è un asteroide della fascia principale. Scoperto nel 1991, presenta un'orbita caratterizzata da un semiasse maggiore pari a 2,3716288 UA e da un'eccentricità di 0,1334388, inclinata di 5,96119° rispetto all'eclittica.